# Reason (album Selah Sue)
Reason – drugi album studyjny belgijskiej piosenkarki Selah Sue, wydany 26 marca 2015.

## Lista utworów
1. "Alone"
2. "I Won't Go for More"
3. "Reason"
4. "Together" (feat. Childish Gambino)
5. "Alive"
6. "Fear Nothing"
7. "Daddy"
8. "Sadness"
9. "Feel"
10. "Right Where I Want You"
11. "Always Home"
12. "Falling Out"